# Museum im Zeughaus (Schaffhausen)
Das Museum im Zeughaus ist ein militärhistorisches Museum in der Schweiz mit Standorten im Kantonalen Zeughaus in Schaffhausen und in Diessenhofen. Es vermittelt Wissen und historische Zusammenhänge zur militärischen, politischen und sozialen Entwicklung der Schweiz und ihrer Armee. Mit Exponaten aus der eigenen, umfangreichen Sammlung veranschaulicht es zudem die technische Entwicklung der Ausrüstung und Bewaffnung der Schweizer Armee im 19. und 20. Jahrhundert.

## Geschichte
Den Grundstock bildete die Sammlung von Karl Bauert (1929–2009). Der langjährige Kadermitarbeiter des Kantonalen Zeughauses in Schaffhausen sammelte systematisch historische Ausrüstungsgegenstände, die die Wehrmänner nach der Dienstpflicht behalten durften und allenfalls entsorgt worden wären. Die so entstandene Sammlung von Uniformen, Ordonnanzwaffen und persönlichen Ausrüstungsgegenständen ergänzte er mit Zukäufen. 1993 begann er in den Räumen des Zeughauses ein kleines Museum einzurichten.
Im Zeughaus war die Sammlung von Martin Huber, langjähriger CEO und Verwaltungsratspräsident des Georg Fischer Konzerns und Artillerieoberst, eingemietet. Der Anlass für seine 1995 begonnene Sammlung von Geschützen und Motorfahrzeugen gab die Verkleinerung der Schweizer Armee im Zuge der Reformen (Armee 95). Der Historiker und ehemalige Artilleriehauptmann Jürg Zimmermann sammelte in seinem Privathaus seit 1989 historische, in der Schweiz hergestellte Blechblasinstrumente.
2005 konnte mit den drei Sammlungen im Bau 5 des Kantonalen Zeughauses ein Museum zur Ausrüstung und Bewaffnung der Schweizer Armee eingerichtet werden. Mit der Pflege und dem Ausbau dieser Sammlungen war von Beginn an eine Ausstellungstätigkeit verbunden, die sich auch Themen von allgemeiner historischer Bedeutung widmete.
Der Ausbau der Sammlung von Motorfahrzeugen und Panzern bedeutete höheren Platzbedarf, der zunächst in Hallen der ehemaligen GF-Stahlgiesserei im Mühlental und später in einer ehemaligen Industriehalle der SIG in Neuhausen gedeckt werden konnte. Ab dem Jahr 2025 sind die historischen Motorfahrzeuge, Panzer und Geschütze an einem neuen Standort in Diessenhofen untergebracht.

## Stiftung und Verein
Trägerin ist die Ende 2004 errichtete Stiftung Museum im Zeughaus, die der Aufsicht des Kantons Schaffhausen untersteht.
Der Verein Museum im Zeughaus hat die gleichen Zielsetzungen wie die Stiftung. Er bezweckt gemäss seinen Statuten die Sammlung und den Unterhalt von Armeematerial, insbesondere von historischen Geschützen und Motorfahrzeugen, von Militärmusikinstrumenten, von Waffen, Korpsmaterial, Ausrüstungsgegenständen und Dokumenten der Schweizer Armee, mit dem Ziel, einen Teil der Sammlung im Museum im Zeughaus in Schaffhausen der Öffentlichkeit zugänglich zu machen. Er soll die personelle und finanzielle Unterstützung der Stiftung sicherstellen.
Das Museum wird ausschliesslich von ehrenamtlich tätigen Freiwilligen betrieben, welche die Sammlungen unterhalten und ergänzen sowie Ausstellungen realisieren und Führungen durchführen. Die Finanzierung der Aktivitäten erfolgt durch Mitgliederbeiträge, durch den Ertrag aus den Aktivitäten, sowie durch private Spender und Sponsoren.

## Museum

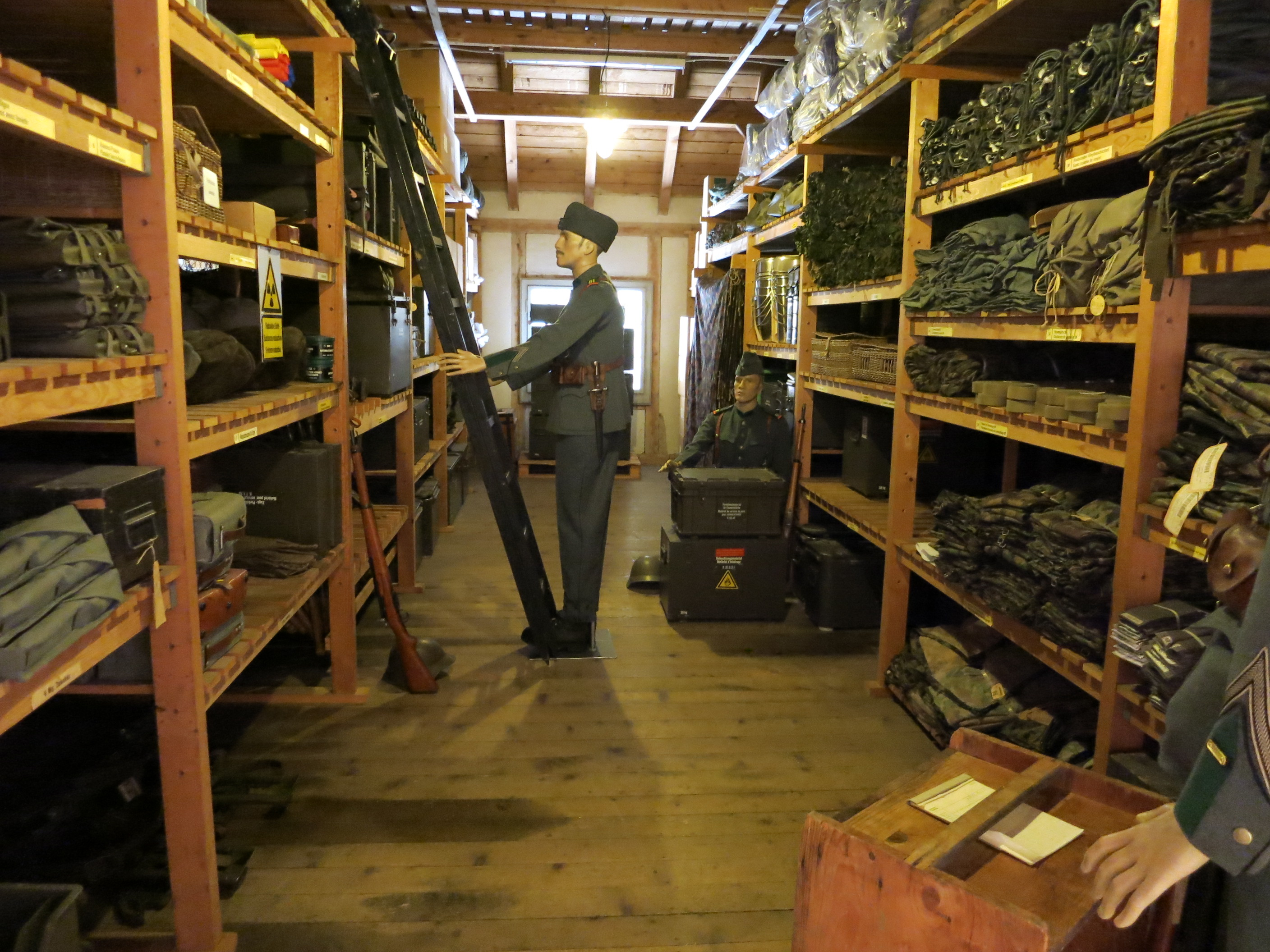
Einheitsfach einer Füsilierkompanie

Neben dem Erhalt und der Pflege des umfangreichen, militär- und technikgeschichtlich wertvollen Sammlungsguts ist die zentrale Zielsetzung des Museums, mit Ausstellungen und Veranstaltungen Wissen zur Geschichte der Schweiz und ihrer Armee zu vermitteln. Ein besonderes Augenmerk liegt in der Regel auf den Bezügen einzelner Themen zur Region Schaffhausen.
Das Museum präsentiert Ausstellungen und Schaudepots an zwei Standorten: in den historischen Gebäuden des Kantonalen Zeughauses in Schaffhausen sowie in einem ehemaligen Industriegebäude in Diessenhofen Ratihard unmittelbar bei der SBB - Bahnstation St. Katharinental.
Das Zeughaus auf der Breite in Schaffhausen wurde 1871/1872 erbaut, um in Schaffhausen einen Eidgenössischen Waffenplatz errichten zu können.  Weil sich diese Pläne zerschlugen, wurden die Gebäude auf der Breite als Kantonales Zeughaus verwendet.
Der Bau 5 des Kantonalen Zeughauses wurde 1915/1916 von Architekt Karl Werner als Erweiterungsbau des Kantonalen Zeughauses in einer Holzkonstruktion realisiert und ist heute noch weitgehend in seinem Originalzustand erhalten.
Im Innern des Gebäudes sind einige «Einheitsfächer» der Armee 61 im Originalzustand des 20. Jahrhunderts erhalten. Die im Museum zur Schau gestellten Einheitsfächer zeigen die Korpsmaterialausrüstung einer Füsilierkompanie und einer Schweren Kanonenbatterie.
Das Museum im Zeughaus am Standort Diessenhofen  beherbergte über 50 betriebsbereite historische Motorfahrzeuge und 21 Panzer der Schweizer Armee sowie über 40 Geschütze der Artillerie, Panzer- und Fliegerabwehr, die in den letzten 150 Jahren in der Schweizer Armee im Einsatz waren. 

### Bisherige Ausstellungen

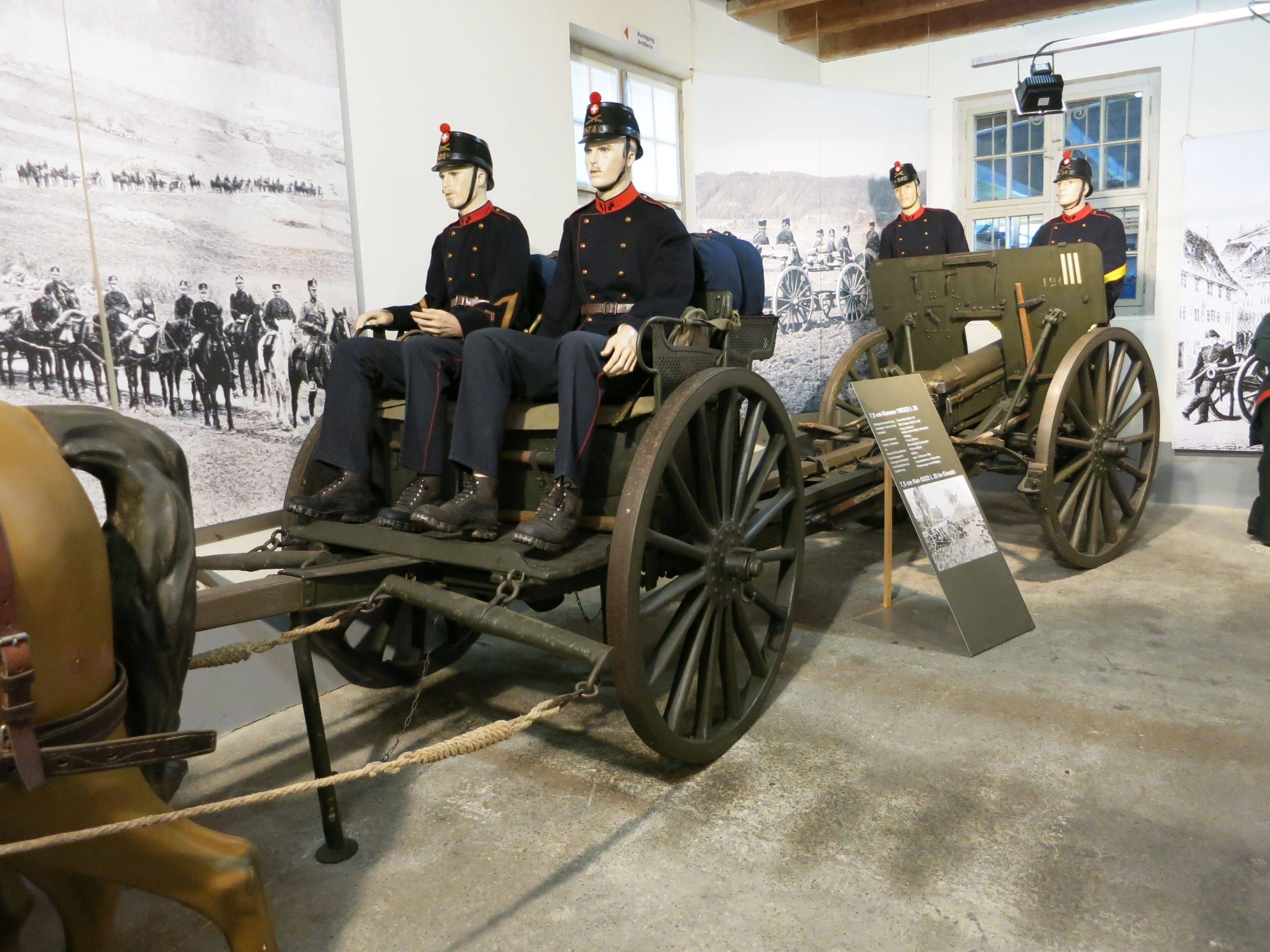
7,5 cm Artilleriekanone 1903

- 2006: Schaudepot Blechblasinstrumente – Blasinstrumente aus der Zeit von 1889 bis Mitte des 20. Jahrhunderts (Sammlung Jürg Zimmermann).
- 2006: Die Kadetten in Schaffhausen
- 2007: 200 Jahre Kantonale Offiziersgesellschaft Schaffhausen (KOG)
- 2008: Armee gestern
- 2008: Die Radfahrer in der Schweizer Armee
- 2010: Grenzen im Wandel der Zeit
- 2011: Neues Ziel! Die Schweizer Artillerie im Wandel der Zeit
- 2012: Spezialausstellung Widerstand (P-26)
- 2013: Farbenfroh – feldgrau – getarnt
- 2014: Mobilmachung
- 2015: Motorisierung der Schweizer Armee
- 2016: Mobilmachung (Aktualisierung)
- 2017: Artillerie gestern und heute
- 2017: Heimschaffung von Internierten
- 2018: Landesstreik 1918
- 2018: Motorisierung und Mechanisierung der Schweizer Armee (Stahlgiesserei)
- 2019: Widerstand – Résistance
- 2020: Der Rhein - Hindernis - Kraftquelle - Naturwunder
- 2021: Rettung vom Gauligletscher
- 2022: Napoleon und Schaffhausen

### Aktuelle Ausstellungen

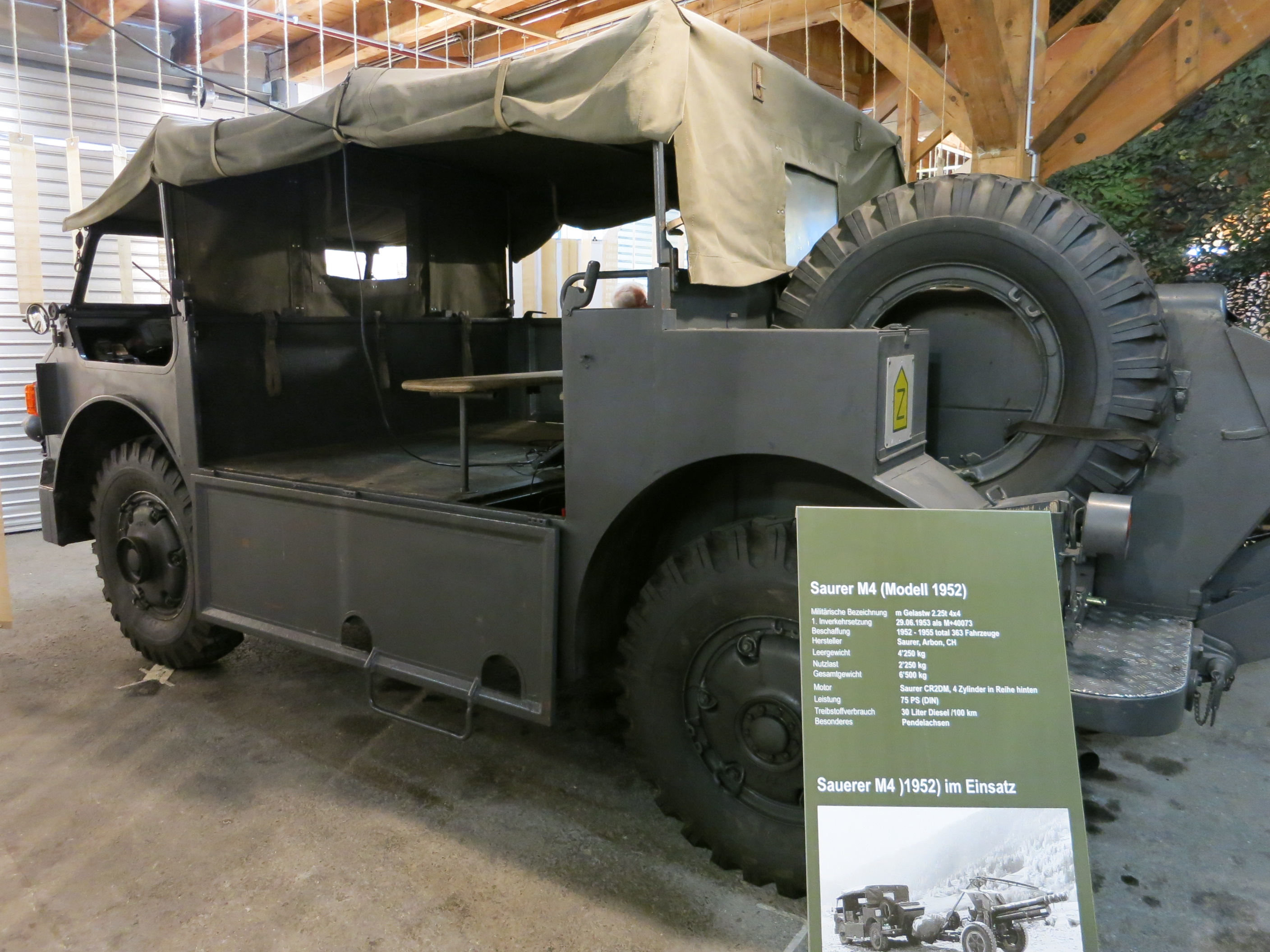
Saurer MH4 1952

Museum im Zeughaus Diessenhofen

Das Museum im Zeughaus präsentiert an den beiden Standorten Zeughaus Schaffhausen und Diessenhofen Ausstellungen und Schaulager historischer Sammlungen:
Im Zeughaus Schaffhausen
- Mobilmachung – die Mobilmachungen der Schweizer Armee seit 1792 mit der Sonderausstellung Weiterentwicklung der Armee WEA.
- Artillerie gestern und heute – von der Wurfmaschine zur mechanisierten Artillerie (erneuerte Ausstellung)
- farbenfroh – feldgrau – getarnt. 250 Jahre Bekleidung und Ausrüstung des Schweizer Soldaten.
- Bourbaki und Schaffhausen – die Internierung von 87.000 französischen Soldaten in der Schweiz im Februar 1871.
- Coronakrise 2020 – Mobilmachung und Assistenzdienst der Armee für Corona im 1. Halbjahr 2020. Wie Schaffhausen die Krise meisterte.
- Bomben auf Schaffhausen – Hintergründe, Bewältigung, Auswirkungen der tragischen Ereignisse vom 1. April 1944.
- Schaudepot Persönliche Ausrüstung – historische Uniformen, Ordonnanzwaffen und persönliche Ausrüstungsgegenstände (Sammlung Karl Bauert).

In Diessenhofen
- Motorisierung und Mechanisierung der Schweizer Armee – die Geschichte der Militärfahrzeuge z. B. Berna 2 US und der Schweizer Motorfahrzeugindustrie.
- Geschichte der Panzerabwehr der Schweizer Armee - die vollständige Sammlung der Panzerabwehrwaffen der Schweizer Armee (Ende der 1930er bis anfangs der 2020er Jahre)
- Schaudepot Geschütze – Geschütze der Artillerie, Panzerabwehr und Fliegerabwehr, die in den letzten 150 Jahren in der Schweizer Armee im Einsatz waren (Sammlung Martin Huber).

## Publikationen
- Die Vereinszeitschrift «KURIER» erscheint viermal pro Jahr (früherer Name: «Ganghebel»).
- Ernst Willi, Fritz Müller: Mobilmachung. Die Mobilisierungen der Schweizer Armee seit 1792. Katalog zur Ausstellung im Museum im Zeughaus, Schaffhausen vom 10. Mai 2014 bis Ende 2015. Museum im Zeughaus (Hrsg.), Schaffhausen 2014.